# Aniela Szlemińska

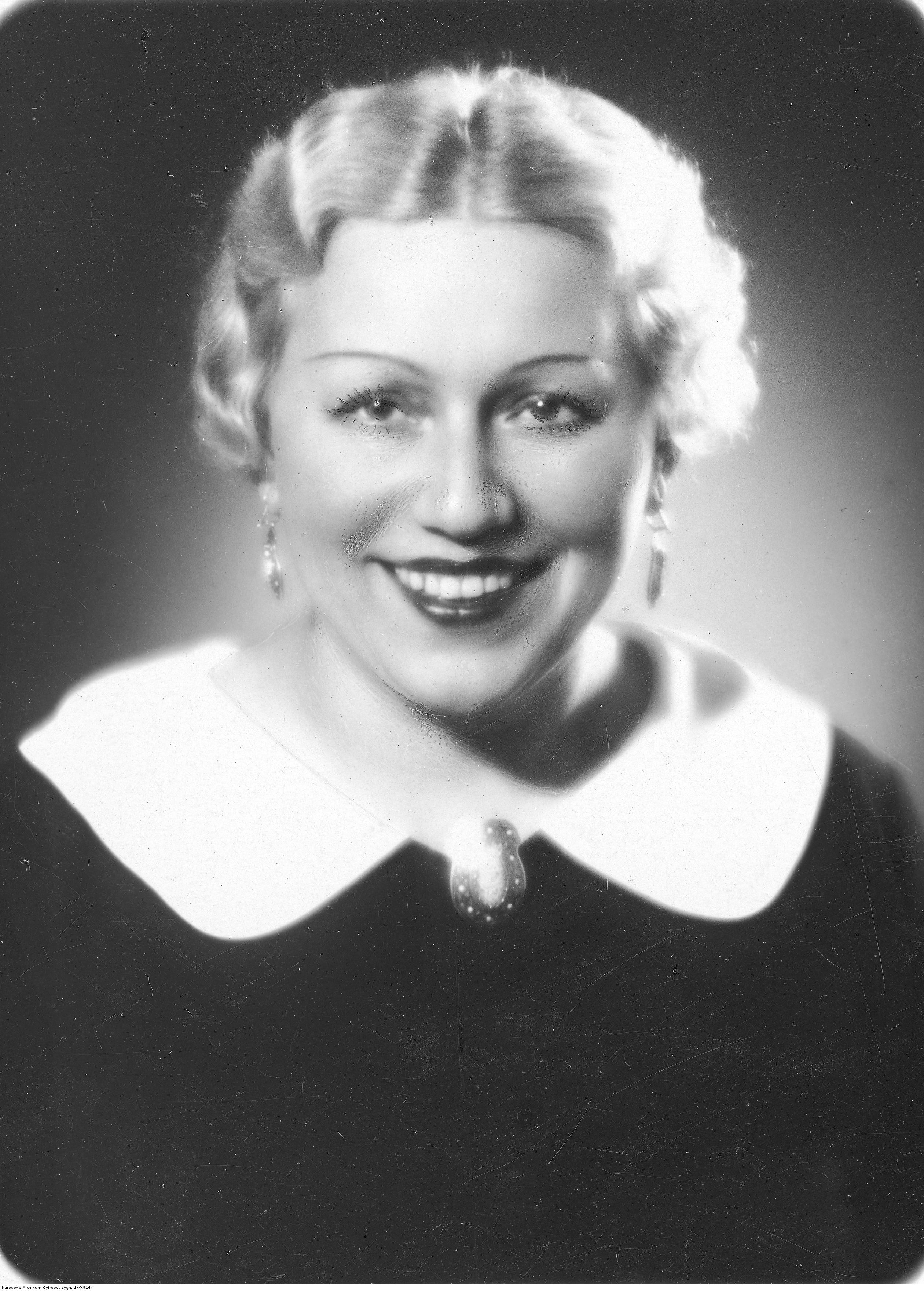
Aniela Szlemińska

Aniela Szlemińska (* 12. Februar 1892 in Winnyzja; † 3. April 1964 in Krakau) war eine polnische Sängerin (Sopran) und Gesangspädagogin.

## Leben
Szlemińska besuchte das Konservatorium und die Schauspielschule in Lemberg und debütierte 1927 am Teatr Wielkials Rosina im Barbier von Sevilla von Gioachino Rossini. In der Saison 1928–29 sang sie im Ensemble der Posener Oper, in der Saison 1929–30 an der Lemberger Oper. Ab 1931 bis zum Ausbruch des Zweiten Weltkrieges arbeitete sie beim Polnischen Rundfunk in Warschau. Konzertreisen führten sie u. a. nach  Vereinigten Staaten, Dänemark, Deutschland, Ungarn und Lettland. Am Teatr Wielki in Warschau sang sie 1932 die Partie der Gilda in Rigoletto.
Während der Besetzung nahm sie an privaten Konzerten teil und unterrichtete Gesang. Ab 1945 war sie Professorin für Gesang an der Staatlichen Musikhochschule in Krakau. 1947 sang sie von dem Pianisten Jan Hoffman begleitet die Uraufführung von fünf Liedern Witold Lutosławskis.